# Fuinhas
Fuinhas is een plaats (freguesia) in de Portugese gemeente Fornos de Algodres en telt 110 inwoners (2001).